# Kvarteret Kattörat

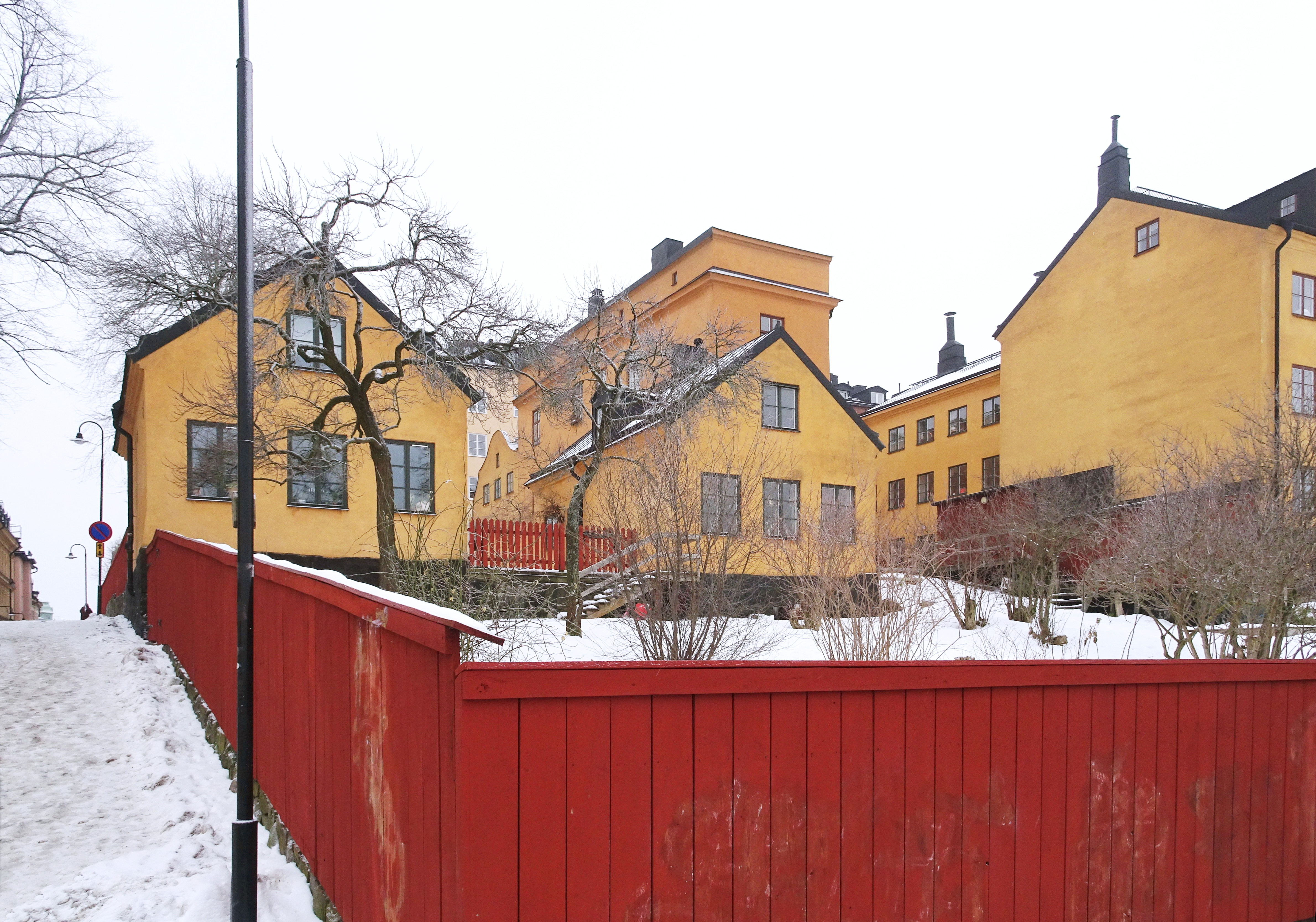
Kvarteret Kattörat från Blecktornsgränd / Monteliusvägen. Längst fram syns "Tvillinghusen", bakom dem skymtar gatu- och gårdshuset, Bastugatan 22A och B. Till höger ligger gårdshuset Bastugatan 24A.

Kvarteret Kattörat ligger på Mariaberget på Södermalm i Stockholm. Bebyggelsen i kvarteret bedöms av Stadsmuseet i Stockholm ha "synnerligen höga kulturhistoriska värden" respektive är "särskilt värdefullt från historisk, miljömässig eller konstnärlig synpunkt". Kattörats byggnader ägs och förvaltas av kommunägda AB Stadsholmen. Kvarteret består idag av en fastighet Kattörat 1. I kvarteret ligger den så kallade Stierngranatska gården.

## Kvarteret

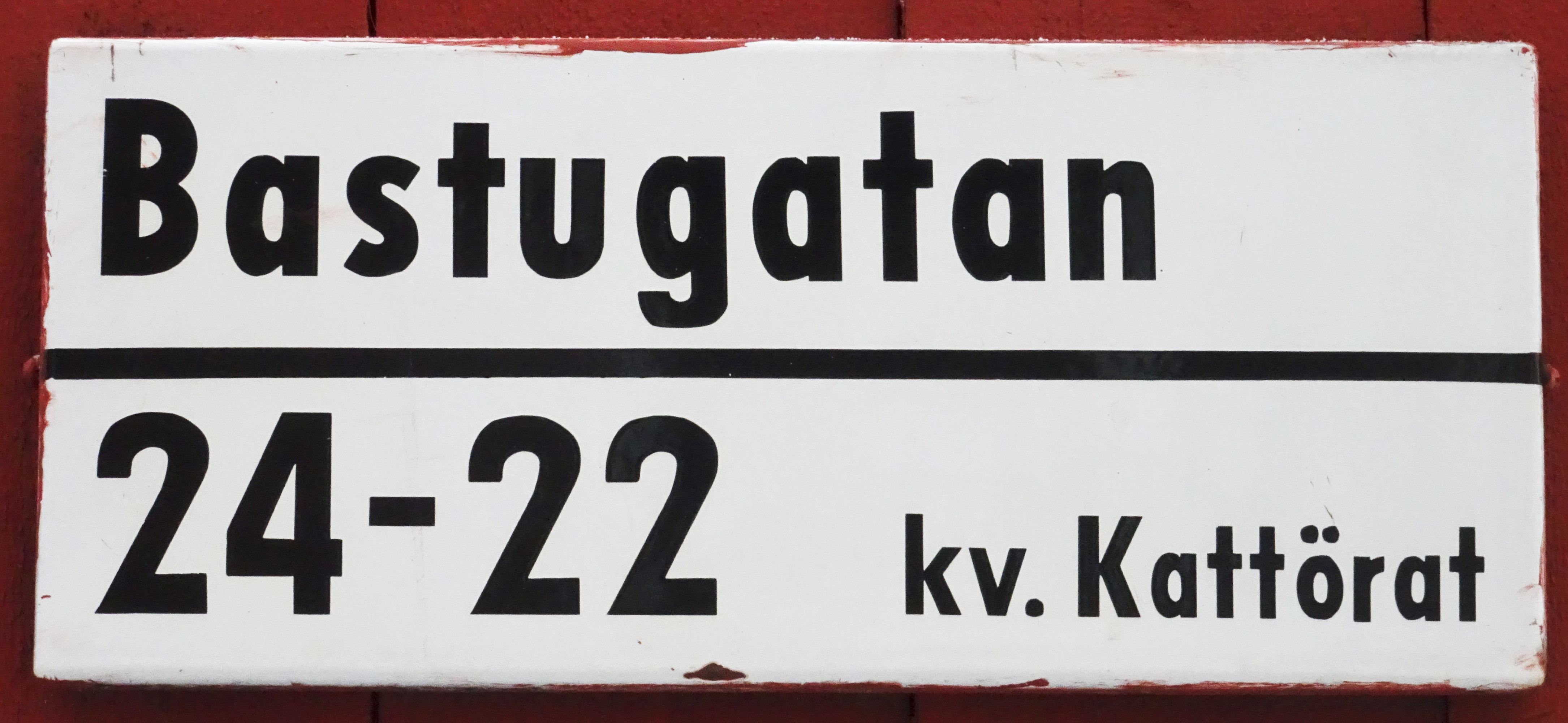

Kattörat är ett relativt nytt kvartersnamn som skapades 1978 i samband med en fastighetsbildningsförrättning. Innan dess utgjorde fastigheten den östra delen av kvarteret Kattfoten större som är belagd sedan 1649. Kvarteret omges av Bastugatan i söder, Ivar Los park i väster, Monteliusvägen i norr och Blecktornsgränd i öster. Kvarteret Kattörat består av tre äldre fastigheter (Kattfoten större 1, 2 och 3) som bebyggdes under 1700- och 1800-talet. Bebyggelsen syns på Gustaf Isanders teckning Parti av Söder Mälarstrand från 1912.

## Bebyggelsen

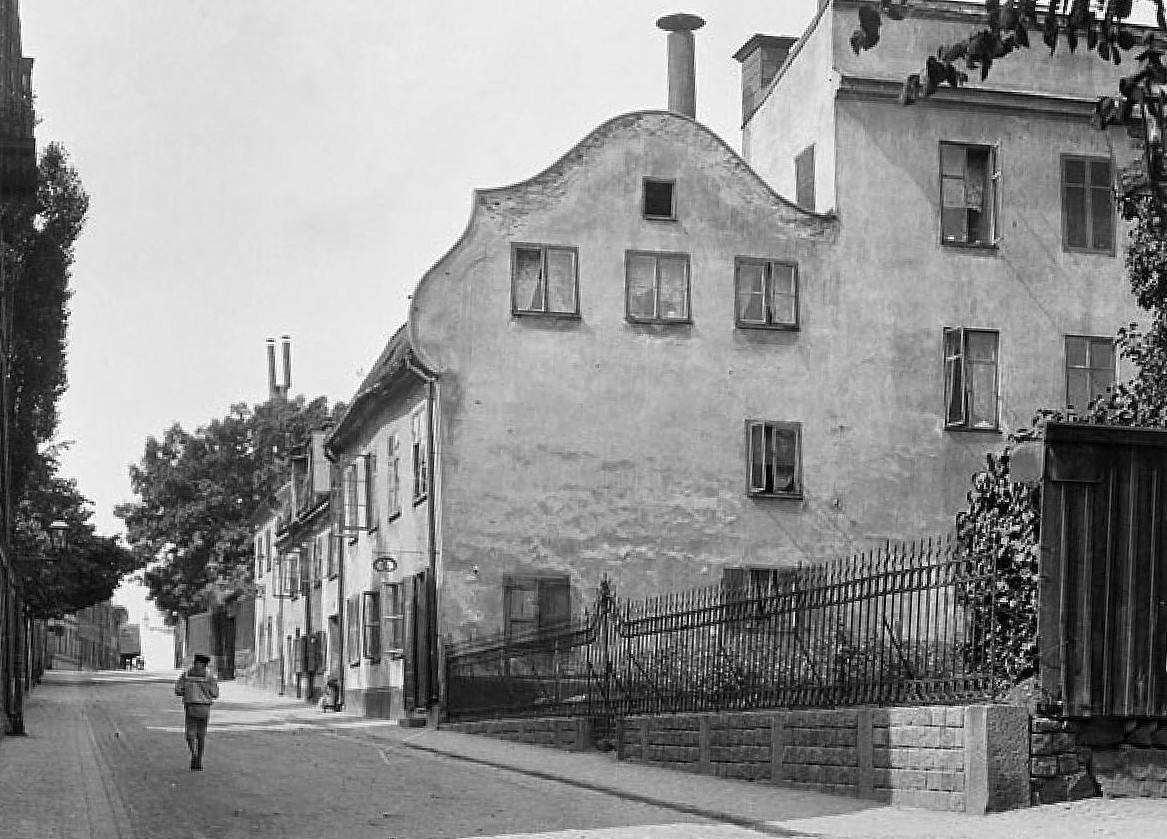
Bastugatan 22–26, 1884.

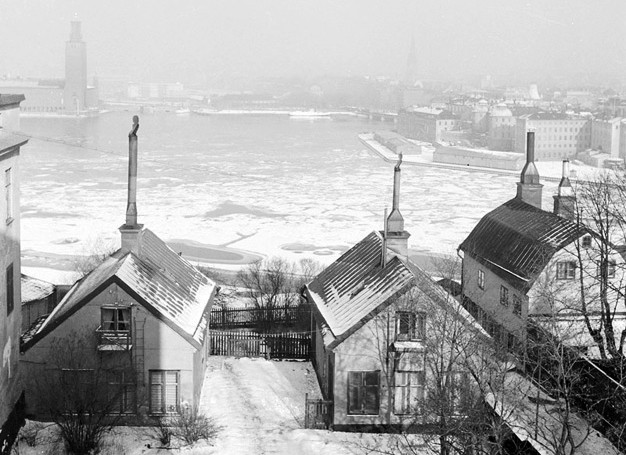
"Tvillinghusen" 1944.

### Bastugatan 22 A-E
Omkring 1760, omedelbart efter Mariabranden 1759, uppfördes de första stenhusen på tomten, ett gathus och en gårdsflygel, båda en våning höga. Byggherren var troligen hattmakaren Ekeberg. Gathuset renoverades och höjdes med en våning år 1846 när änkefrun Skarpman var ägare. Vid ombyggnaden fick huset sitt nuvarande utseende med sitt karakteristiska svängda krön på gaveln mot öster. 
Från och med 1867 ägdes huset av kapten Carl Johan Stierngranat (1802–1869) respektive dennes änka Rosalie Stierngranat, född Horn af Åminne (1827-1898). Stierngranat var kadett vid Militärhögskolan Karlberg 1816 och utexaminerades 1820. Han tjänstgjorde vid Jönköpings regemente och blev kapten där 1843 samt tog avsked 1852. Rosalie Stierngranat bodde kvar på Bastugatan efter makens död fram till 1894. Efter dem kallas byggnaden även Stierngranatska gården. Stierngranat lät 1868 förstärka och bygga på gårdsflygelns bottenvåning med två våningar som fick sin nuvarande höjd och innehöll tre rum och kök i varje våning som hyrdes ut.
De båda ”tvillingshusen” i nordöstra hörnet av tomten byggdes 1855 som uthus för kammarrådet Björkman. Den västra byggnaden innehöll en förstuga och ett boningsrum med kakelugn medan den östra fungerade som vagnshus och vedbod. Det senare byggdes dock så småningom till bostad.

### Bastugatan 24 A och B
Under 1800-talet bestod bebyggelsen av ett gathus med portgång till gården samt ett gårdshus längst i norr och en gårdsflygel mot västra tomtgränsen. Beställare var fabrikören Adam Wingren som 1865 blev ägare till egendomen. Wingren bodde inte själv i sin fastighet utan hyrde ut lägenheterna, som höll enkel standard. I en mantalslängd från 1870 framgår att 28 personer bodde i Wingrens byggnader, övervägande fabriksarbetare, mureriarbetare och arbetskarlar. Den fanns även en skomakare, en snickarmästare och en hattmakaregesäll bland hyresgästerna. Flera bodde här med sina familjer och hyrde i sin tur ut till inneboende. Gathuset revs på 1930-talet.
I början av 1970-talet genomfördes en omfattande renovering och modernisering av byggnadsbeståndet.  Samtliga fönster utbyttes och invändigt installerades wc och kök vilket medförde en del planförändringar. Vid samma tillfälle revs även den gårdsmur som tidigare delade Bastugatan 22 och 24. I det höga gårdshuset längst i norr installerades även en hiss. Beställare var Stockholms stads fastighetskontor. För ändringsritningarna stod arkitekt Artur von Schmalensee och byggnadsingenjör Henrik Brolin som då var anställda på fastighetskontoret. Idag finns 13 lägenheter (flest tre rum och kök) och två lokaler i kvarteret Kattörat.

## Nutida bilder

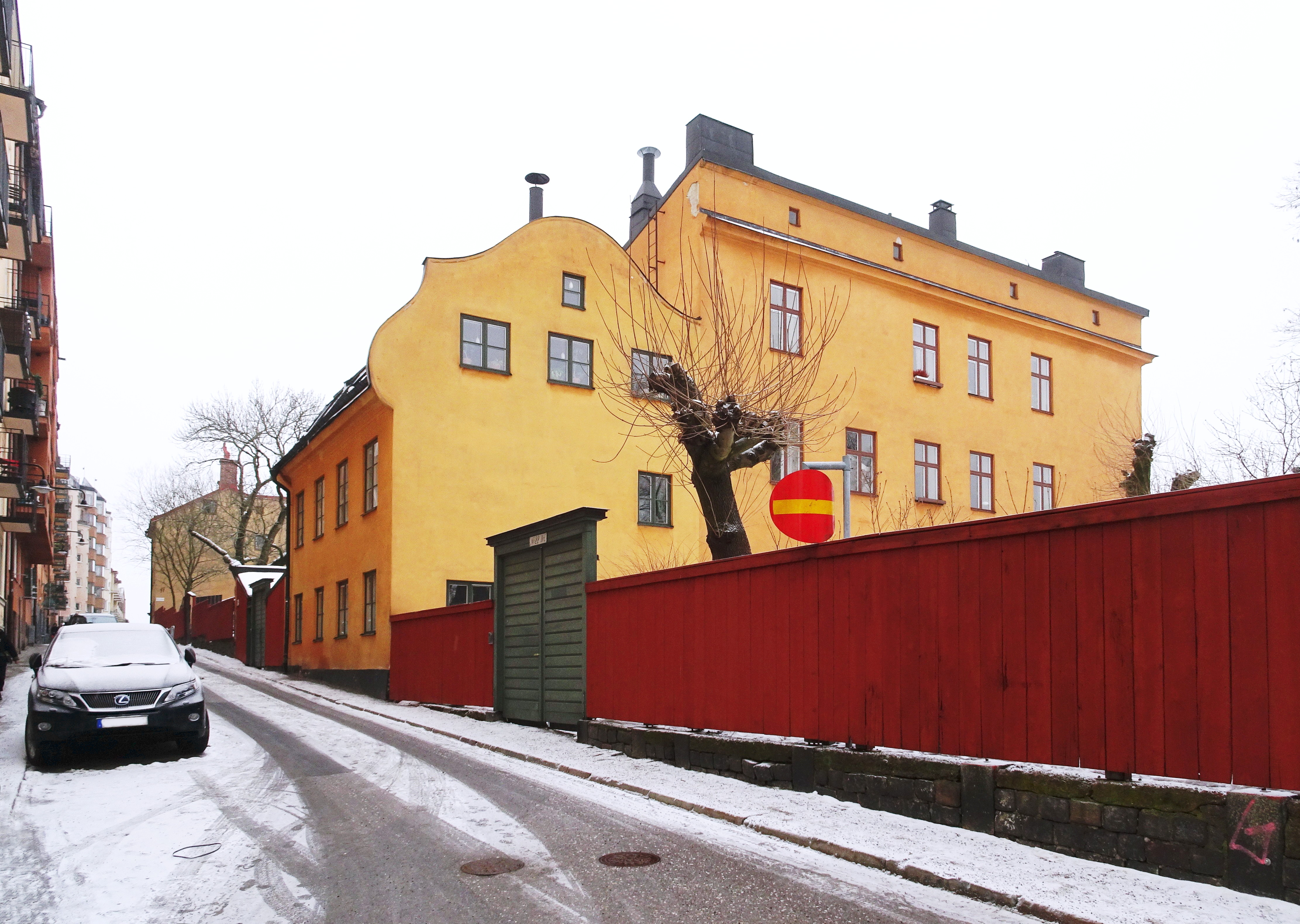
Bastugatan 22 A och B.
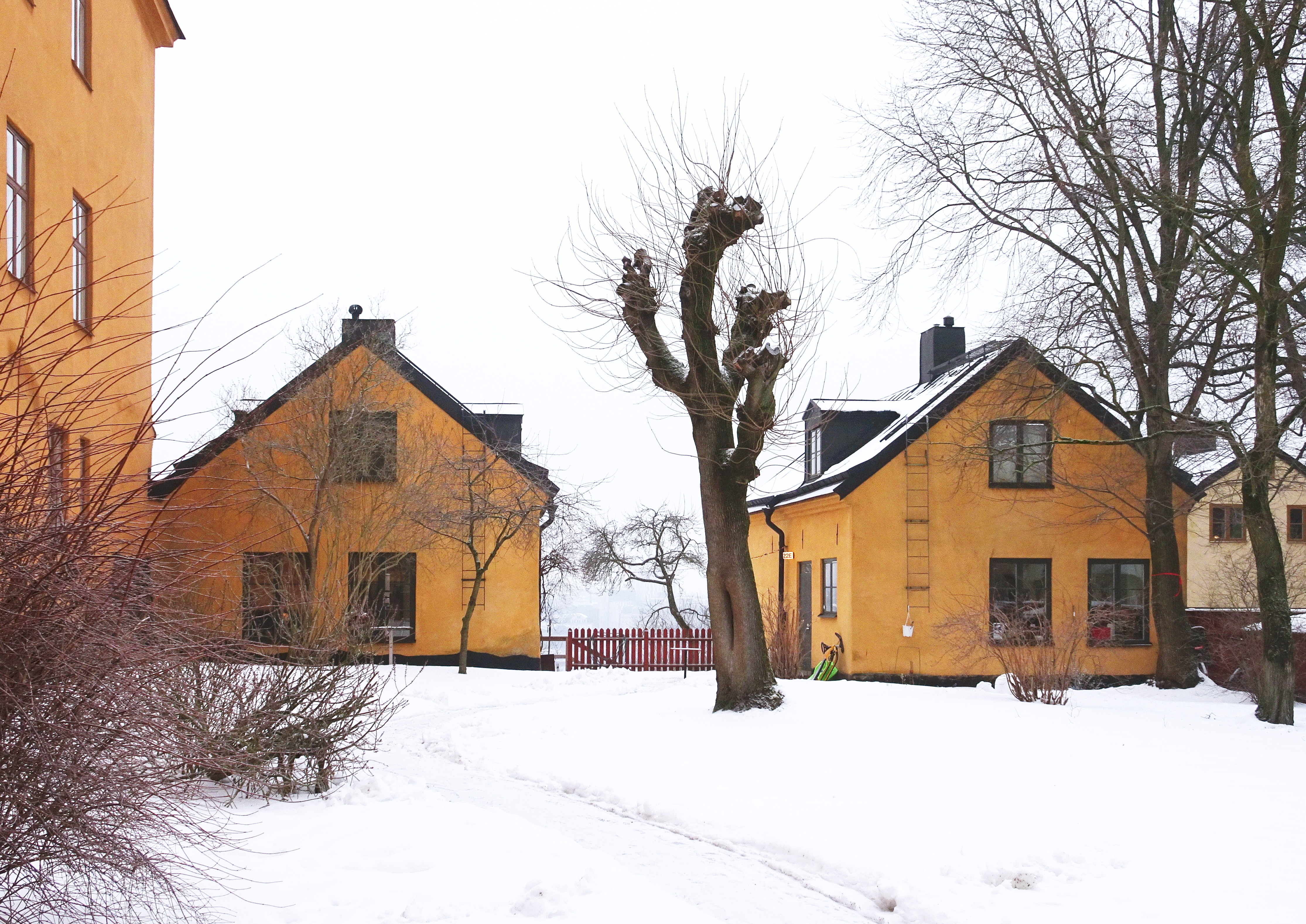
"Tvillinghusen", Bastugatan 22 D och E.
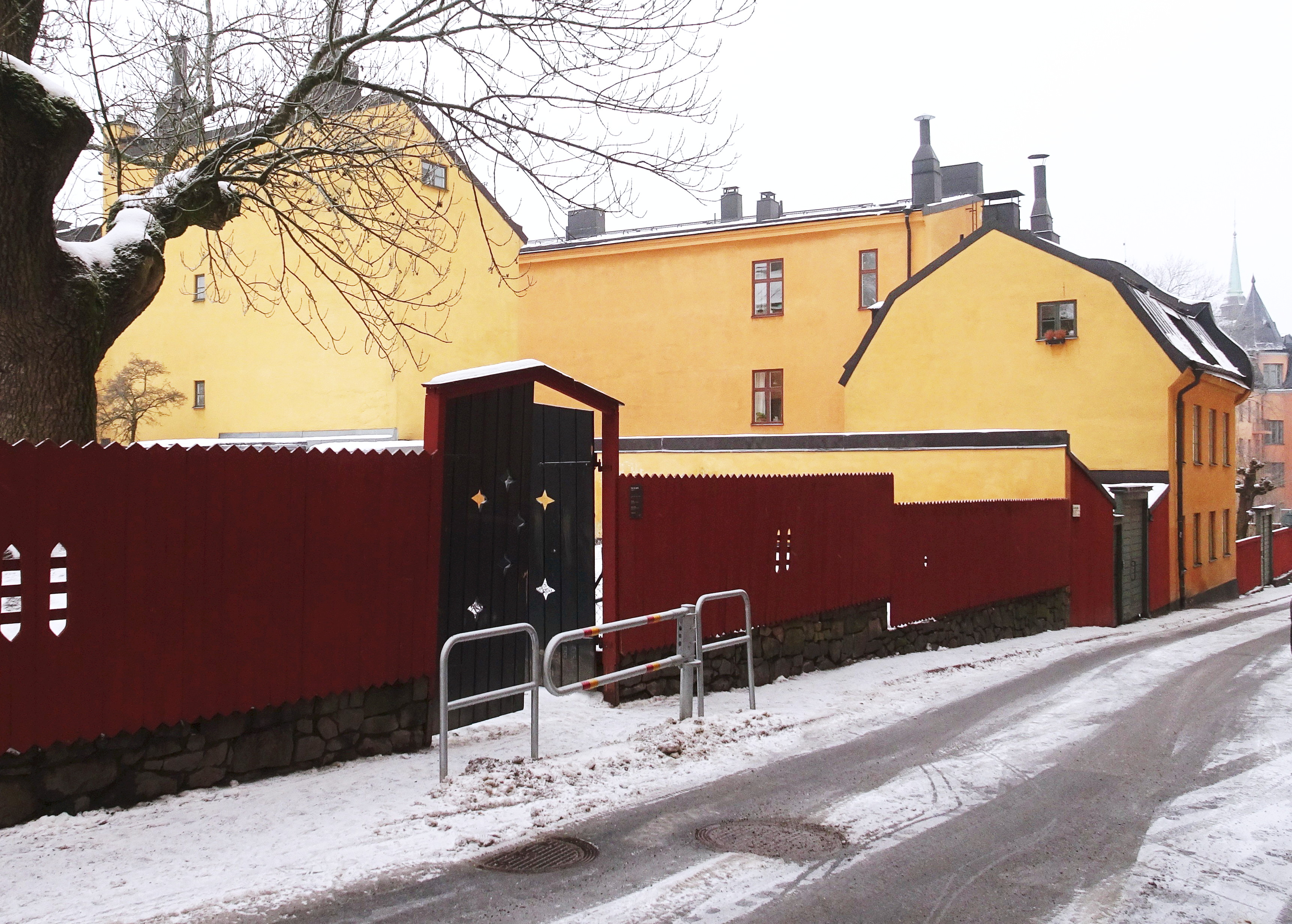
Bastugatan 22, vy mot öster, bakom planket ligger Ivar Los park
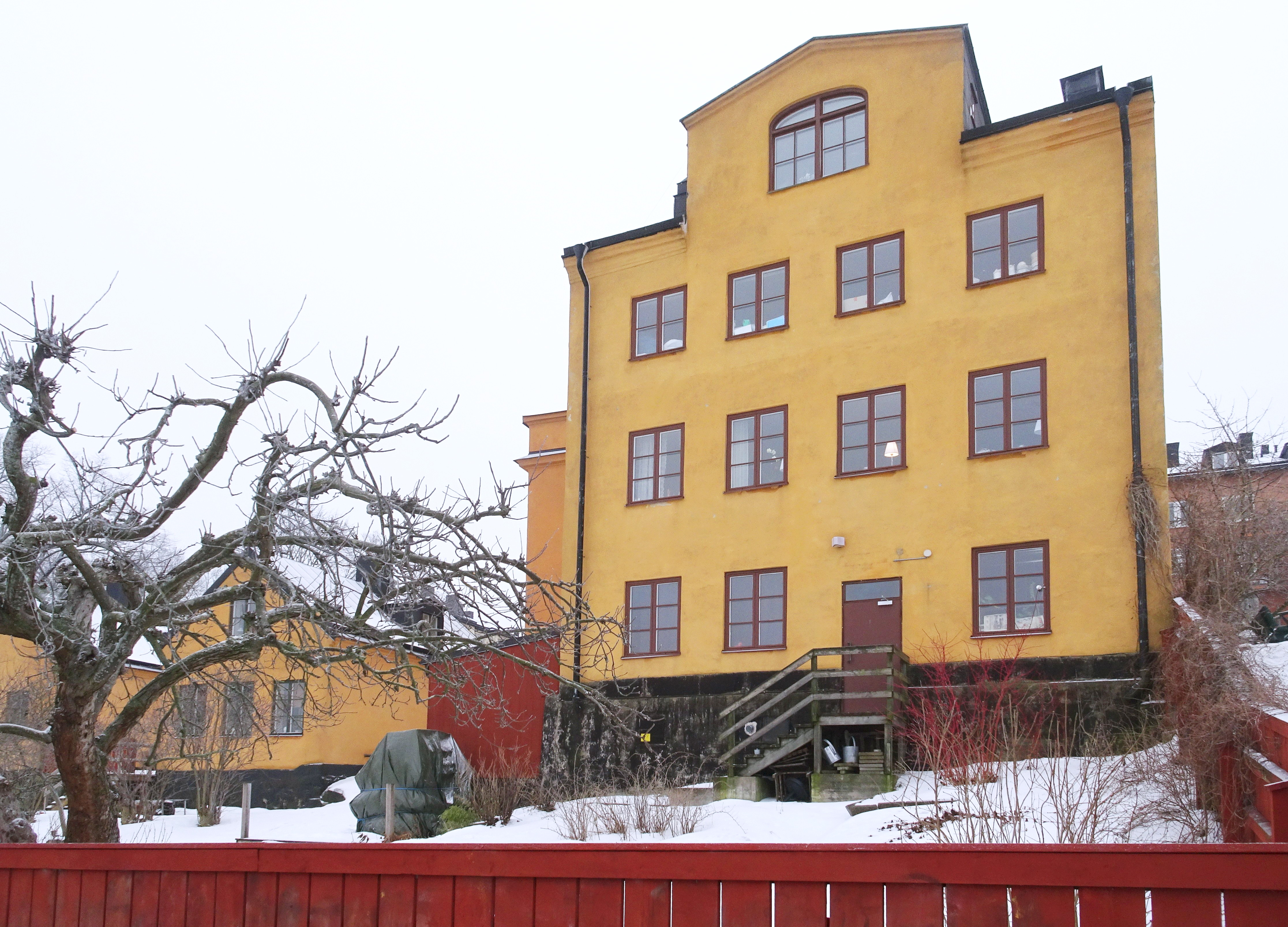
Gårdshuset Bastugatan 24 A, sett från Monteliusvägen.